# Ochina
Ochina — род жесткокрылых насекомых семейства точильщиков.

## Описание
Усики слабо пильчатые, три концевых членика не длиннее остальных. Точки на надкрыльях неправильные, рассеянные. Края переднеспинки широко распластанные. Голова свободная.

## Систематика
В составе рода:
- Ochina ferruginea Schilsky, 1899
- Ochina hirsuta Seidlitz, 1889
- Ochina leveillei Deville, 1910
- Ochina ptinoides (Marsham, 1802)